# Amt Golßener Land
Das Amt Golßener Land war ein 1992 gebildetes Amt in Brandenburg, in dem sich ursprünglich neun Gemeinden im damaligen Kreis Luckau (heute Landkreis Dahme-Spreewald, Brandenburg) zu einem Verwaltungsverbund zusammengeschlossen hatten. Der Sitz der Amtsverwaltung war in der Stadt Golßen. Durch Eingliederungen und Gemeindezusammenschlüsse hatte sich die Zahl der amtsangehörigen Gemeinden zuletzt auf vier Gemeinden verringert. Zum 1. Januar 2013 fusionierte es mit dem Amt Unterspreewald zum neuen Amt Unterspreewald mit Sitz in Golßen.

## Geographische Lage
Das Amt lag im Südwesten des Landkreises Dahme-Spreewald in Brandenburg (Deutschland). Es grenzte im Osten an das Amt Unterspreewald, im Süden an die amtsfreie Stadt Luckau, im Südwesten und Westen an das Amt Dahme/Mark (Landkreis Teltow-Fläming) und im Nordwesten und Norden an die amtsfreie Stadt Baruth/Mark (ebenfalls Landkreis Teltow-Fläming).

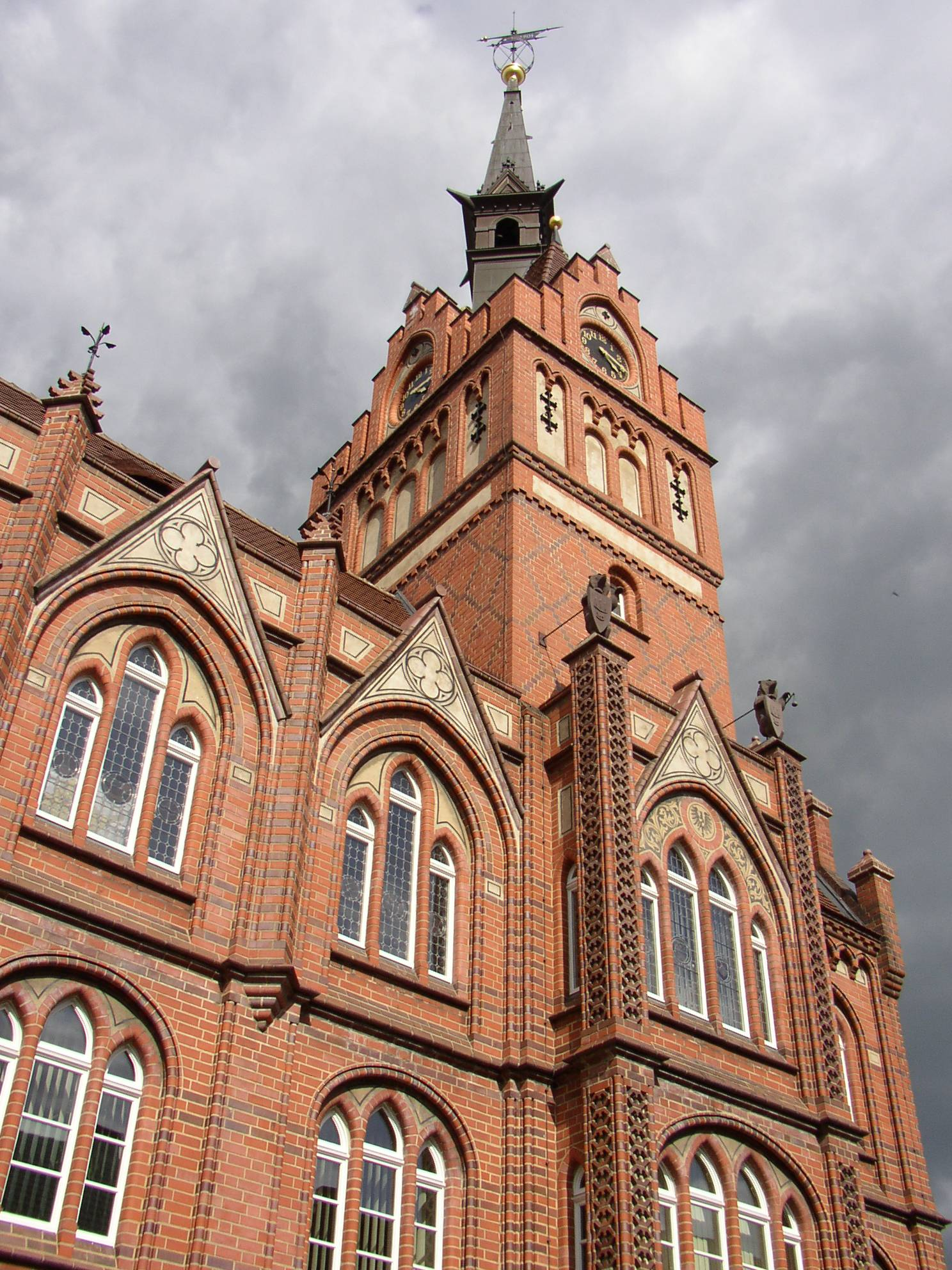
Amtsverwaltung in Golßen

## Die amtsangehörigen Gemeinden mit ihren Orts- und Gemeindeteilen
Dem Amt Golßener Land gehörten zuletzt vier Gemeinden an
- Drahnsdorf mit den Ortsteilen Drahnsdorf und Falkenhain sowie den bewohnten Gemeindeteilen Krossen und Schäcksdorf[2]
- Golßen mit den Ortsteilen Mahlsdorf und Zützen und den bewohnten Gemeindeteilen Altgolßen, Gersdorf, Landwehr, Prierow und Sagritz[2]
- Kasel-Golzig mit den Ortsteilen Jetsch und Schiebsdorf und dem Gemeindeteil Zauche[2]
- Steinreich mit den Ortsteilen Glienig und Sellendorf sowie den Gemeindeteilen Damsdorf, Schenkendorf, Hohendorf und Schöneiche[2]

## Geschichte
Der Minister des Innern des Landes Brandenburg erteilte am 15. August 1992 seine Zustimmung zur Bildung des Amtes Golßener Land. Als Zeitpunkt des Zustandekommens des Amtes wurde der 20. August 1992 festgelegt. Das Amt hatte seinen Sitz in der Stadt Golßen und bestand zunächst aus neun Gemeinden im damaligen Kreis Luckau:
1. Falkenhain
2. Glienig
3. Jetsch
4. Kasel-Golzig
5. Mahlsdorf
6. Schiebsdorf
7. Sellendorf
8. Zützen
9. Stadt Golßen

Zum 1. Mai 1998 wurde die Gemeinde Mahlsdorf in die Stadt Golßen eingegliedert. Zum 31. Dezember 2002 schlossen sich die Gemeinden Glienig und Sellendorf zur Gemeinde Steinreich zusammen. Zum selben Datum wurde die Gemeinde Zützen in die Stadt Golßen, und die Gemeinden Jetsch und Schiebsdorf in die Gemeinde Kasel-Golzig eingegliedert; und die Gemeinden Drahnsdorf (Amt Luckau) und Falkenhain schlossen sich zur neuen Gemeinde Drahnsdorf zusammen. Zum 1. Januar 2013 fusionierte es mit dem Amt Unterspreewald zum neuen Amt Unterspreewald mit Sitz in Golßen.

## Bevölkerungsentwicklung
Die Bevölkerung des Amtes Golßener Land hat in den zwanzig Jahres des Bestehen des Amtes um über 900 Personen abgenommen. Nach der brandenburgischen Amtsordnung (§ 3 Abs. 1) sollte ein Amt mindestens 5000 Einwohner haben. Diese Zahl wurde schon 2003 unterschritten, eine Neuordnung der Kommunalstruktur war daher eigentlich schon überfällig.
| Jahr          | 1992 | 1993 | 1994 | 1995 | 1996 | 1997 | 1998 | 1999 | 2000 | 2001 | 2002 | 2003 | 2004 | 2005 | 2006 | 2007 | 2008 | 2009 | 2010 | 2011 | 2012 |
| Einwohnerzahl | 5319 | 5311 | 5265 | 5250 | 5239 | 5188 | 5263 | 5273 | 5214 | 5096 | 5048 | 4970 | 4957 | 4873 | 4768 | 4757 | 4668 | 4589 | 4539 | 4438 | 4402 |

Bevölkerungsentwicklung des Amtes Golßener Land von 1992 bis 2012 (jeweils Stand Ende des Jahres, bis 2005 aus dem Historischen Gemeindeverzeichnis)

## Politik

### Wappen
Das Wappen wurde am 6. Mai 1997 genehmigt. Blasonierung: „In Grün eine von der Schildmitte an eingebogene goldene Spitze, darin auf grünem Boden ein linkshin schreitender, gold-bewehrter schwarzer Eber, oben rechts von einem goldenen Mühlrad und links von drei zur Garbe gebundenen goldenen Kornähren begleitet.“

### Flagge
Die Flagge besteht bei Aufhängung an einem Querholz aus zwei Längsstreifen in den Farben Grün und Gelb mit dem in der Mitte aufgelegten Amtswappen.

## Amtsdirektorin
Erste und letzte Amtsdirektorin war Ursula Schadow (CDU).

## Belege
1. ↑  
Hauptsatzung des Amtes Golßener Land vom 15. Dezember 2008 PDF (Seite dauerhaft nicht mehr abrufbar, festgestellt im Oktober 2024. Suche in Webarchiven)
2. 1 2 3 4  
Dienstleistungsportal der Landesverwaltung des Landes Brandenburg – Amt Golßener Land (Seite dauerhaft nicht mehr abrufbar, festgestellt im Oktober 2024. Suche in Webarchiven)
3. ↑  
Bildung des Amtes Golßener Land. Bekanntmachung des Ministers des Innern vom 15. August 1992. Amtsblatt für Brandenburg – Gemeinsames Ministerialblatt für das Land Brandenburg, 3. Jahrgang, Nummer 69, 16. September 1992, S. 1278.
4. ↑  
Eingliederung der Gemeinde Mahlsdorf in die Stadt Golßen. Bekanntmachung des Ministeriums des Innern vom 30. April 1998. Amtsblatt für Brandenburg – Gemeinsames Ministerialblatt für das Land Brandenburg, 9. Jahrgang, Nummer 22, 11. Juni 1998, S. 506.
5. ↑  
Bildung einer neuen Gemeinde Steinreich. Bekanntmachung des Ministeriums des Innern vom 8. Mai 2002. Amtsblatt für Brandenburg – Gemeinsames Ministerialblatt für das Land Brandenburg, 13. Jahrgang, Nummer 22, 29. Mai 2002, S. 561 PDF.
6. ↑  
Eingliederung der Gemeinde Zützen. Bekanntmachung des Ministeriums des Innern vom 10. Mai 2002. Amtsblatt für Brandenburg – Gemeinsames Ministerialblatt für das Land Brandenburg, 13. Jahrgang, Nummer 25, 19. Juni 2002, S. 606 PDF.
7. ↑  
Eingliederung der Gemeinden Jetsch und Schiebsdorf. Bekanntmachung des Ministeriums des Innern vom 23. Mai 2002. Amtsblatt für Brandenburg – Gemeinsames Ministerialblatt für das Land Brandenburg, 13. Jahrgang, Nummer 25, 19. Juni 2002, S. 606 PDF.
8. ↑  
Bildung einer neuen Gemeinde Drahnsdorf. Bekanntmachung des Ministeriums des Innern vom 15. Mai 2002. Amtsblatt für Brandenburg – Gemeinsames Ministerialblatt für das Land Brandenburg, 13. Jahrgang, Nummer 25, 19. Juni 2002, S. 606 PDF.
9. 1 2  
Bevölkerung im Land Brandenburg nach amtsfreien Gemeinden, Ämtern und Gemeinden 31. Dezember 2012 (Memento vom 3. März 2016 im Internet Archive) (XLS-Datei; 83 kB) (Einwohnerzahlen auf Grundlage des Zensus 2011)
10. ↑  
Amt für Statistik Berlin-Brandenburg: Statistischer Bericht A I 2 – hj 2 / 06 Bevölkerung der Gemeinden im Land Brandenburg 31. Dezember 2006  PDF (Memento vom 27. Oktober 2013 im Internet Archive)
11. ↑  
Amt für Statistik Berlin-Brandenburg: Bevölkerungsstand Brandenburg OT_A1.4 Dezember 2007 Bevölkerung im Land Brandenburg am 31. Dezember 2007 nach amtsfreien Gemeinden, Ämtern und Gemeinden Gebietsstand: 31. Dezember 2007  PDF (Memento vom 20. November 2012 im Internet Archive)
12. ↑  
Amt für Statistik Berlin-Brandenburg: Bevölkerungsstand Brandenburg OT_A1.4 Dezember 2008 Bevölkerung im Land Brandenburg am 31. Dezember 2008 nach amtsfreien Gemeinden, Ämtern und Gemeinden Gebietsstand: 31. Dezember 2008  PDF (Memento vom 19. Juli 2011 im Internet Archive)
13. ↑  
Amt für Statistik Berlin-Brandenburg: Bevölkerungsstand Brandenburg OT_A1.4 Dezember 2009 Bevölkerung im Land Brandenburg am 31. Dezember 2009 nach amtsfreien Gemeinden, Ämtern und Gemeinden Gebietsstand 31. Dezember 2009 PDF
14. ↑  
Amt für Statistik Berlin-Brandenburg: Bevölkerungsstand Brandenburg OT_A1.4 – Dezember 2010 Bevölkerung im Land Brandenburg am 31. Dezember 2010 nach amtsfreien Gemeinden, Ämtern und Gemeinden Gebietsstand 31. Dezember 2010  PDF (Memento vom 20. November 2012 im Internet Archive)
15. ↑  
Statistisches Bundesamt: Gemeindeverzeichnis – Sonderveröffentlichung. Stand: Mai 2013. Online auf www.destatis.de.
16. ↑  
Landesbetrieb für Datenverarbeitung und Statistik Beitrag zur Statistik Historisches Gemeindeverzeichnis des Landes Brandenburg 1875 bis 2005 19.3 Landkreis Dahme-Spreewald, Potsdam 2006 PDF
17. ↑  
Wappenangaben auf dem Dienstleistungsportal der Landesverwaltung des Landes Brandenburg (Memento vom 3. August 2012 im Webarchiv archive.today)
18. ↑  
Amt Golßener Land: Abschied im doppelten Sinn, Lausitzer Rundschau Online vom 28. Dezember 2012